# Saúl Guarirapa
Saúl Alejandro Guarirapa Briceño (Puerto La Cruz, 18 de octubre de 2002) es un futbolista venezolano que juega como delantero en el PFC CSKA Moscú de la Liga Premier de Rusia.

## Trayectoria

### Caracas
Formado en las inferiores del Caracas F.C, debutó primero en la Copa Libertadores 2020 que en el torneo local venezolano, entrando al minuto 82 en la victoria avileña frente al DIM, por la jornada 3. Una semana después se convertiría en héroe al entrar al minuto 84 y convertir el gol de la victoria al 87 frente a Libertad de Paraguay, poniendo al equipo capitalino con grandes chances de clasificar a octavos de final de la copa, lo que al final no ocurriría al perder 0 a 2 en la vuelta frente al DIM y 3 a 0 en La Bombonera frente a Boca Juniors. Saúl viendo acción en todos estos últimos encuentros.
Debutó en la Primera División de Venezuela días después, donde también marcaría el gol de la victoria frente a Zamora por la primera jornada.
A finales de 2020 tuvo una grave lesión en los ligamentos de su rodilla, lo cual lo mantendrá alejados de las canchas por lo menos 7 meses, perdiéndose el campeonato venezolano 2021.
En 2022 Saúl volvió al equipo capitalino, pero lo haría con el equipo Sub-20 del Caracas F. C. que participaría en la Copa Libertadores Sub-20 de 2022.
Guarirapa brilló en aquel torneo marcando 4 goles (hat-trick incluido), terminando como uno de los goleadores del torneo, que finalizó en 4.º lugar.
Después de aquel torneo, Guarirapa renovaría con el conjunto capitalino hasta 2025. Comenzaría la temporada de Liga Futve en Venezuela, Guarirapa sería uno de los jugadores más importantes para el técnico del rojo tanto en Liga como en Copa Libertadores.

## Selección nacional

### Juveniles
Sus grandes actuaciones le hicieron un puesto para la delegación que representaría a la selección venezolana sub-23 para el Torneo Maurice Revello en el que terminaría como subcampeón jugando cuatro partidos.

## Estadísticas

### Clubes
Actualizado hasta su último partido disputado el 8 de marzo de 2025.
| Club                      | Div.          | Temporada     | Liga  | Liga  | Liga   | Copas nacionales | Copas nacionales | Copas nacionales | Copas internacionales | Copas internacionales | Copas internacionales | Total | Total | Total  |
| Club                      | Div.          | Temporada     | Part. | Goles | Asist. | Part.            | Goles            | Asist.           | Part.                 | Goles                 | Asist.                | Part. | Goles | Asist. |
| ------------------------- | ------------- | ------------- | ----- | ----- | ------ | ---------------- | ---------------- | ---------------- | --------------------- | --------------------- | --------------------- | ----- | ----- | ------ |
| Caracas F. C. · Venezuela | 1.ª           | 2019          | —     | —     | —      | 1                | 0                | 0                | —                     | —                     | —                     | 1     | 0     | 0      |
| Caracas F. C. · Venezuela | 1.ª           | 2020          | 11    | 3     | 0      | —                | —                | —                | 6                     | 1                     | 0                     | 17    | 4     | 0      |
| Caracas F. C. · Venezuela | 1.ª           | 2021          | —     | —     | —      | —                | —                | —                | —                     | —                     | —                     | 0     | 0     | 0      |
| Caracas F. C. · Venezuela | 1.ª           | 2022          | 15    | 3     | 4      | —                | —                | —                | 5                     | 0                     | 1                     | 20    | 3     | 5      |
| Caracas F. C. · Venezuela | 1.ª           | 2023          | 31    | 9     | 6      | —                | —                | —                | 1                     | 0                     | 0                     | 32    | 9     | 6      |
| Caracas F. C. · Venezuela | Total club    | Total club    | 57    | 15    | 10     | 1                | 0                | 0                | 12                    | 1                     | 1                     | 70    | 16    | 11     |
| PFC Sochi · Rusia         | 1.ª           | 2023-24       | 10    | 8     | 1      | 1                | 1                | 0                | —                     | —                     | —                     | 11    | 9     | 1      |
| PFC Sochi · Rusia         | 2.ª           | 2024-25       | 9     | 1     | 3      | —                | —                | —                | —                     | —                     | —                     | 9     | 1     | 3      |
| PFC Sochi · Rusia         | Total club    | Total club    | 19    | 9     | 4      | 1                | 1                | 0                | 0                     | 0                     | 0                     | 20    | 10    | 4      |
| PFC CSKA Moscú · Rusia    | 1.ª           | 2024-25       | 20    | 5     | 0      | 5                | 0                | 0                | —                     | —                     | —                     | 20    | 5     | 0      |
| PFC CSKA Moscú · Rusia    | Total club    | Total club    | 20    | 5     | 0      | 5                | 0                | 0                | 0                     | 0                     | 0                     | 20    | 5     | 0      |
| Total carrera             | Total carrera | Total carrera | 88    | 24    | 14     | 7                | 1                | 0                | 12                    | 1                     | 1                     | 107   | 31    | 15     |
| 1. 2.                     |               |               |       |       |        |                  |                  |                  |                       |                       |                       |       |       |        |

## Clubes
| Club                | País                | Año                 | Partidos | Goles |
| ------------------- | ------------------- | ------------------- | -------- | ----- |
| Caracas Fútbol Club | Venezuela           | 2020 - 2023         | 57       | 15    |
| PFC Sochi           | Rusia               | 2023 - 2025         | 19       | 9     |
| PFC CSKA Moscú      | Rusia               | 2025 - Actualidad   | 20       | 5     |
| Total en su carrera | Total en su carrera | Total en su carrera | 96       | 29    |

## Palmarés

### Títulos nacionales
| Título        | Club                | País  | Año     |
| ------------- | ------------------- | ----- | ------- |
| Copa de Rusia | P. F. C. CSKA Moscú | Rusia | 2024-25 |